# Pagara fuscipes
Pagara fuscipes là một loài bướm đêm thuộc phân họ Arctiinae, họ Erebidae.